# Ма (міфологія)
Ма (сір. Ма) — у міфології давніх народів Малої Азії, зокрема шумерів, богиня землі й родючості.
Деякими рисами схожа на Астарту, Кібелу та інших богинь природи. Римляни часто ототожнювали її з Беллоною.